# Sumberoto (Donomulyo)
Sumberoto is een bestuurslaag in het regentschap Malang van de provincie Oost-Java, Indonesië. Sumberoto telt 7710 inwoners (volkstelling 2010).